# グアムの大学一覧
グアムの大学一覧（グアムのだいがくいちらん、List of colleges and universities in Guam）は、グアムに存在する高等教育機関の一覧である。

## 公立

### 四年制
- グアム大学（マンギラオ）

### 二年制
- グアム・コミュニティ・カレッジ（マンギラオ）

## 私立
- パシフィック・アイランズ大学（マンギラオ）